# Karl Vietz
Johann Karl Anton Vietz (16. června 1798 Milešov – 2. srpna 1872 Praha) byl český historik, vysokoškolský učitel a spisovatel.

## Život a činnost
O jeho vzdělání a životě obecně je známo velmi málo. Získal doktorát z filosofie a téměř třicet let působil jako profesor historie na pražské univerzitě. Jako učitel byl mezi studenty údajně velmi oblíbený a těšil se všeobecné úctě. V letech 1840–1841 byl děkanem filosofické fakulty c. k. Františkovy univerzity v Olomouci.
Jako spisovatel se veřejně uvedl pouze jednou, a to v roce 1844 méně rozsáhlým spisem Das Studium der alten Geschichte nach dem gegenwärtigen Stande der historischen Wissenschaft und Literatur vydaným v Praze u nakladatelství Gottl. Haase & Söhne, 8°), o kterém kritik pod iniciálami Dr. B. D. (pravděpodobně Beda Dudík) v textu 2. ročníku Oesterreichische Blätter für Literatur und Kunst č. 61 z 22. května 1845, s. 473–478, upraveném Dr. Adolphem Schmidlem, napsal rozsáhlý a uznalý posudek.
Jako uznání za zásluhy o výuku a vědu byl Vietzovi udělen titul říšského radního a rytířský kříž císařského Řádu Františka Josefa.